# Turbo (węgierski zespół muzyczny)
Turbo – węgierska rockowa grupa muzyczna, powstała w 2005 roku.

## Historia
Grupa została założona w 2005 roku i skupiała dawnych muzyków takich zespołów, jak FreshFabrik, P.O.T. czy Warpigs. Dwa lata później zespół nagrał pierwszy EP, Boarman Sessions. Latem 2008 Turbo podjęło prace nad pierwszym albumem studyjnym, który został wydany w lutym 2009 roku – Vol. 1. W 2010 roku album ten otrzymał nagrodę Fonogram w kategorii pop/rock. W roku 2011 został wydany album Lost Measure, zaś trzy lata później – Pentagram. W 2016 roku grupa otrzymała drugą nagrodę Fonogram, za album Lullabies For Awakening.

## Skład zespołu
- Balázs Tanka – wokal
- Dávid Vigh – gitara
- György Koboldi – instrumenty klawiszowe
- Gábor Ruthner – gitara basowa
- Jávor Delov – perkusja

## Dyskografia
- Vol. 1 (2009)
- Lost Measure (2011)
- Pentagram (2014)
- Lullabies For Awakening (2015)
- Csillagból emberré (2019)